# 模擬市民2：度假四季
《模擬市民2：度假四季》是《模擬市民2》的第五款資料片，遊戲中新增了四季天氣系統——春季時下雨和打雷、夏季的炎熱天氣使人面紅耳熱、秋季時滿地落葉、冬季時下著使人醉心的白雪，這都使玩家能享受到各個季節帶來的樂趣和真實感。在这部资料片中，玩家能种植作物，种植果树，钓鱼，用新鲜农作物调制的果蔬汁有特别的功效。

## 特色
新增耕種、釣魚活動。
新增植物人，只要耕作就有一定機會變成植物人，可以向農業協會的人員購買藥劑以還原成正常人。植物人不论性別都可以進行單性繁殖，生產出來的會是植物孩童，成長後會直接進入成人階段，長大後可服用藥劑還原成普通人。

## 氣候和氣溫
資料片新增了季節變化，包括太陽、下雨、冰雹、雷雨、暴風雪。原先早在模擬市民2主程式就有計畫加入氣候，但是3D繪製過程尚全盡可能避免發生錯誤，如雨下在屋內，以及其他圖形繪製問題發生。天氣也會對模擬市民造成不良影響。舉例來說，如果他們覺得太熱體溫過高，他們就會中暑甚至昏倒。相同的，如果模擬市民下雪天在戶外待太久，他們會凍僵的，因此也添加許多各種回溫的方式。若在天氣惡劣的情況下不去理會有可能還會凍死，和其他模擬市民關係夠高的話，也會有“解凍”等新的互動方式。小孩缺乏照顧體溫過冷也會有社工將他帶走。模擬市民在雷雨天外出也會有被電擊的可能，不過普遍都是擊中樹木或其他物件。

## 天氣變化
天氣變化是模擬市民 2：度假四季中的一個重要的特色，除了有四個季節外，在四個季節中也會出現關聯的天氣，包括天晴、下雨、下雪以及下雹。冬天主是下雪，而春夏主要也是下雨，不過也有一些反常的情況。
天氣是全自動的，模擬市民不會知道明天，甚至下一個小時有怎樣的天氣。模擬市民可以看電視以及報紙的天氣預報，並作出相應的措施。（例如預測明天下 雹的話則不要舉行戶外派對）。當天氣變更時，例如開始下雪時，在室內的模擬市民會探頭向外望，而室外的則會望著天空。
不過，如果模擬市民厭倦了天天下雪的天氣，或是不喜歡天天晴空萬里，可以利用期望積分換取氣象巫師 57X 變更天氣，可以立即下雹，或是立即停雨。

### 天晴
晴空萬里，太陽照耀著大地，植物、農作物生長蓬勃，螢火蟲以及蝴蝶也會出現。開朗的模擬市民最喜愛天晴的天氣。如果玩家沒有安裝度假四季，模擬市民的天氣也是天晴的。不過，太陽也有殺傷力的，在戶外過度活動會使模擬市民中暑。

### 下雨
天空烏雲密佈，雷電交加，一些生性邪惡的模擬市民或許會喜歡這些天氣。模擬市民需要注意農作物有否吸收過量的水份，這會使農作物非常虛弱。模擬市民在下雨的天氣下可以濺水，也可以玩擲水球。

### 下雪
雪覆蓋著大地，天、地也成了一片白色。大量的物品也有積雪，而植物及農作物進入冬眠狀態。模擬市民可做的活動多了，可以推雪人、做雪天使以及玩雪戰。不過要注意溫度，不要留在戶外太久。如果雪下得大起來，模擬市民還不需要上班上學呢……看看家中門外，有否一些企鵝出沒呢？

### 下雹
下雹永遠是被定義為一種災難，因為雹是會破壞植物及農作物，而且造成人命傷亡。在下雹時，模擬市民可以不用上班上學，不過也沒有戶外活動可以做，因為會隨時被雹殺死。下雹時，還是留在家中為妙。

### 火球雨
當模擬市民過量使用，而且需求很低時使用「氣象巫師 57X」，會發生一個副作用——火球雨。火球雨是於天上落下一堆火球，並且會燃點地上的物品，包括模擬市民。模擬市民或許需要準備電話，致電給消防局了。

## 新增物件
- 泳池滑梯、溜冰場、許願井和新的鄉村主題家具。
- 期望獎勵新增氣象改變機器，濫用會導致火雨（Rain of Fire），用過多次后就會報廢。
- 泳池建造新增圓形邊緣，地板牆壁都可改變。
- 可以改變髮型在不同的場合，玩家可選擇在普通天選擇髮型，正式場合選擇另一髮型。
- 新增冬天「外衣」功能。

## 外部連結
- 模擬市民2：度假四季官方網站（美國） （英文）
- 模擬市民2：度假四季官方網站（台灣） （繁體中文）